# Fahrelnissa Zeid
Fahrelnissa Zeid (7. ledna 1901 – 5. září 1991) byla turecká umělkyně, známá hlavně díky abstraktním malbám s kaleidoskopickými vzory. Často také malovala litografie a skulptury, které byly kombinací islámského a byzantského umění s dalšími západními vlivy. Byla jednou z prvních žen, které navštěvovaly uměleckou školu v Istanbulu. Žila v několika městech a namalovala hned několik avantgardních scén Istanbulu, předválečného Berlína a poválečné Paříže. Její práce pak byly vystavovány ve významných galeriích v Paříži, New Yorku a Londýně. V 70. letech se přestěhovala do Ammanu v Jordánsku, kde založila výtvarnou školu. V roce 2017 byla na její počest v Londýně vytvořena retrospektivní výstava nazvaná "jedna z nejlepších umělkyň 20. století". Její díla (například Towards a Sky (1953) v roce 2017) byla prodávána až za milion liber.
Ve 30. letech minulého století se provdala do rodiny Hašímovců a byla matkou prince Ra'ad bin Zeida a babičkou prince Zaíd Raád Zaíd Husajna.

## Biografie

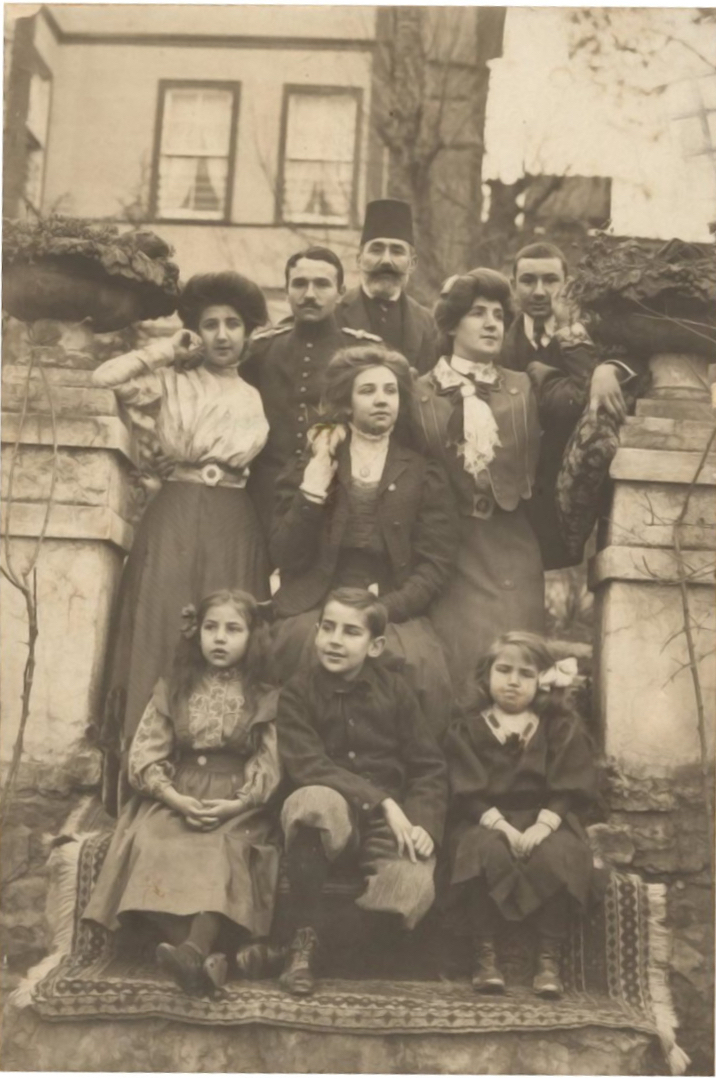
Fahrelnissa (sedící úplně vlevo) se svou rodinou okolo roku 1910

### Mládí
Fahrelnissa Zeid se narodila do vysoce postavené rodiny v Osmanské říši. Její strýc, Cevat Çobanlı Paša, byl v letech 1891-1895 velkovezírem. Její otec, Şakir Paša, byl vyslancem v Řecku, kde se potkal s její matkou, Sarou İsmet Hanım. V roce 1913 byl její otec zastřelen. Její bratr Cevat byl poté souzen a nakonec i z vraždy usvědčen.
Fahrelnissa začala kreslit a malovat už jako malé dítě. Její nejstarší dochovaná tvorba je portrét její babičky, který namalovala ve svých čtrnácti letech. Od roku 1919 začala navštěvovat dívčí uměleckou školu v Istanbulu.
V roce 1920 ve věku devatenácti let se provdala za prozaika İzzeta Meliha Devrima. Na líbánky odjeli do Benátek, kde se Fahrelnissa poprvé setkala s evropskými malířskými tradicemi. Společně měli tři děti. Její nejstarší syn Faruk (*1921) zemřel v roce 1924 na spálu. Její syn Nejad (*1923) se později stal také malířem a její dcera Şirin Devrim (*1926) se stala herečkou.
V roce 1928 odjela do Paříže, kde studovala na akademii pod vedením malíře Rogera Bissièreho. Než se v roce 1929 vrátila do Istanbulu, zapsala se tam do místní umělecké akademie.
Její bratr Cevat Şakir Kabaağaçlı byl prozaik a její sestra Aliye Berger byla také malířka.

### 1930-1944
Fahrelnissa se s Devrimem rozvedla v roce 1934 a provdala se za prince Zeida bin Husajna z Iráku, který se stal v roce 1935 prvním vyslancem Iráku v Německu. Pár se odstěhoval do Berlína, kde společně uspořádali celou řadu slavností a večírků. Po anexi Rakouska v březnu roku 1938 se vrátili zpět do Iráku, kde se usadili v Bagdádu.
Fahrelnissu v Bagdádu zachvátila deprese a na rady svého vídeňského lékaře se na krátký čas vrátila do Paříže. Následující léta strávila cestováním mezi Paříží, Budapeští a Istanbulem, aby mohla dokončit všechny své malířské práce. V roce 1941 se usadila v Istanbulu a své malby vylepšovala.
Fahrelnissa se poté přidala do skupiny D Group, avantgardní malířské skupiny vzniklé současně se vznikem Turecké republiky pod Mustafou Kemalem Atatürkem. I když v této skupině byla velmi krátce, výstava v skupiny v roce 1944 jí umožnila pozdější vlastní výstavy. Tu otevřela přímo ve svém domě v Istanbulu ještě téhož roku.

### 1945-1957

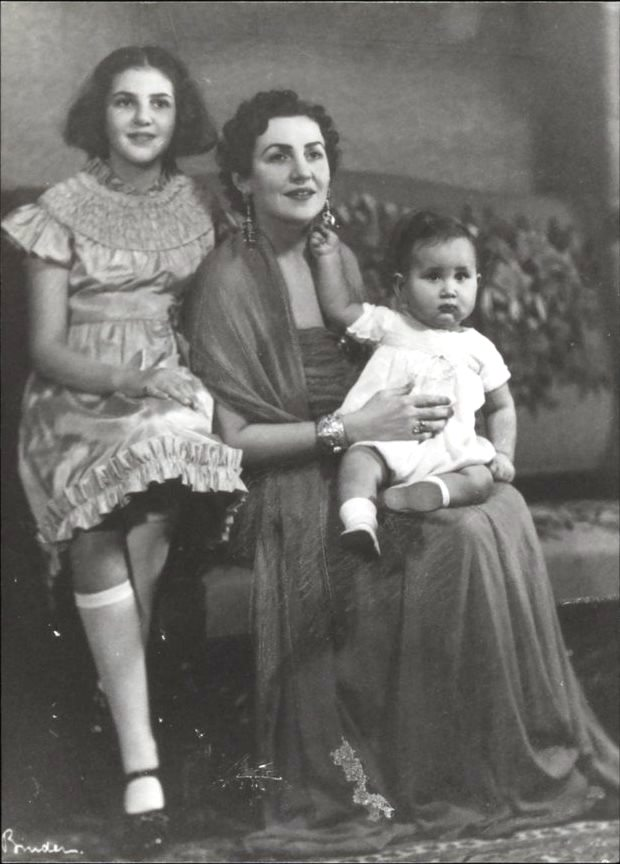
Fahrelnissa se svou dcerou Sirin a synem, princem Raadem v roce 1937

V roce 1945 vyklidila několik místností svého apartmánu v Istanbulu a věnovala je všem svým samostatným výstavám. V roce 1946 se přestěhovala do Londýna, kde se její manžel princ Husejn stal vyslancem Iráku. Nadále pokračovala v malbách a stejně jako v Istanbulu věnovala několik místností jejich bytu v irácké ambasádě výstavám.
Od roku 1947 se začala Fahrelnissa více zabývat abstraktním uměním. Inspirována byla malbami z Paříže krátce po skončení války. Do maleb zakomponovala své perské, byzantské, krétské a orientální kořeny, ze kterých poté díky ní vznikalo moderní umění.
Svou sbírku poté vystavila v Londýně v Saint George's gallery v roce 1948. Výstavu navštívila i královna Alžběta II. Díky její vysoké pozici v rodině vládnoucí Iráku její výstavy navštěvovaly významné osobnosti a členové jiných vládnoucích vrstev. Kritik umění Maurice Collis si její expozici velmi oblíbil a stali se dobrými přáteli. Francouzský umělecký kritik a kurátor Charles Estienne se stal hlavním zastáncem jejích prací.
Následující dekádu žila střídavě v Londýně a Paříži.

### 1958-1991
V roce 1958 přesvědčila svého manžela, aby se nevracel do Bagdádu, když se měl stát regentem svého synovce Faisala II. Pár odjel do svého prázdninového sídla na ostrově Ischia v Neapolském zálivu. Dne 14. července 1958 došlo v Iráku k vojenskému převratu a celá královská rodina Hašímovců byla zavražděna. Prince Zeid a jeho rodina smrti unikli a měli jen 24 hodin na opuštění ambasády Iráku v Londýně. Vojenským převratem skončila její kariéra malířky v Londýně.
Fahrelnissa a její rodina se přestěhovali do londýnského bytu a ve věku 57 let poprvé vařila sama. Tato zkušenost ji přinutila malovat na kuřecí kosti a později vytvořila sochy z kostí zalitých do pryskyřice, zvané paléokrystalos. Přestala se věnovat abstraktnímu umění a začala malovat portréty své rodiny a svých nejbližších.
Za několik let se její nejmladší syn, princ Raad, oženil a přestěhoval se do Ammanu v Jordánsku. V roce 1970 její manžel zemřel a Fahrelnissa se přestěhovala za svým synem v roce 1975. Rok na to zde založila vlastní výtvarnou školu a následujících 15 let, až do své smrti v roce 1991, zde sama mladé ženy vyučovala.